# Washburn (Wisconsin, kisváros)
Washburn kisváros (town) az Egyesült Államok Wisconsin állam Bayfield megyéjében. Lakosainak száma 554 fő (2020. április 1.).

## Népesség
A település népességének változása:

| 2010 | 530 |
| 2020 | 554 |